# Stéphane Fortes
Stéphane Fortes (...) è un giocatore di football americano francese che gioca come wide receiver per i Paris Musketeers.

## Palmarès
- 1 World Games (2017)
- 3 Casque de Diamant (Flash de La Courneuve, 2017, 2018, 2022)